# Onthophagus buculus
Onthophagus buculus är en skalbaggsart som beskrevs av Mannerheim 1829. Onthophagus buculus ingår i släktet Onthophagus och familjen bladhorningar. Inga underarter finns listade i Catalogue of Life.